# San Mamés (1913)
Estadio San Mamés – nieistniejący stadion piłkarski w Bilbao, na którym domowe mecze rozgrywał Athletic Bilbao. Wybudowano go pomiędzy styczniem a sierpniem 1913 r. i oficjalnie otwarto 21 sierpnia 1913. W 1982 r. gościł piłkarskie mistrzostwa świata, licząc 46 223 miejsca. Pod koniec funkcjonowania jego trybuny mogły pomieścić 39 750 widzów. W marcu 2009 r. przedstawiono projekt budowy nowego obiektu San Mamés o pojemności 53 000 miejsc. Ostatni mecz na starym San Mamés rozegrano 26 maja 2013. W sierpniu 2013 r. stadion został rozebrany.